# Mission (Calgary)
Pour les articles homonymes, voir Mission.

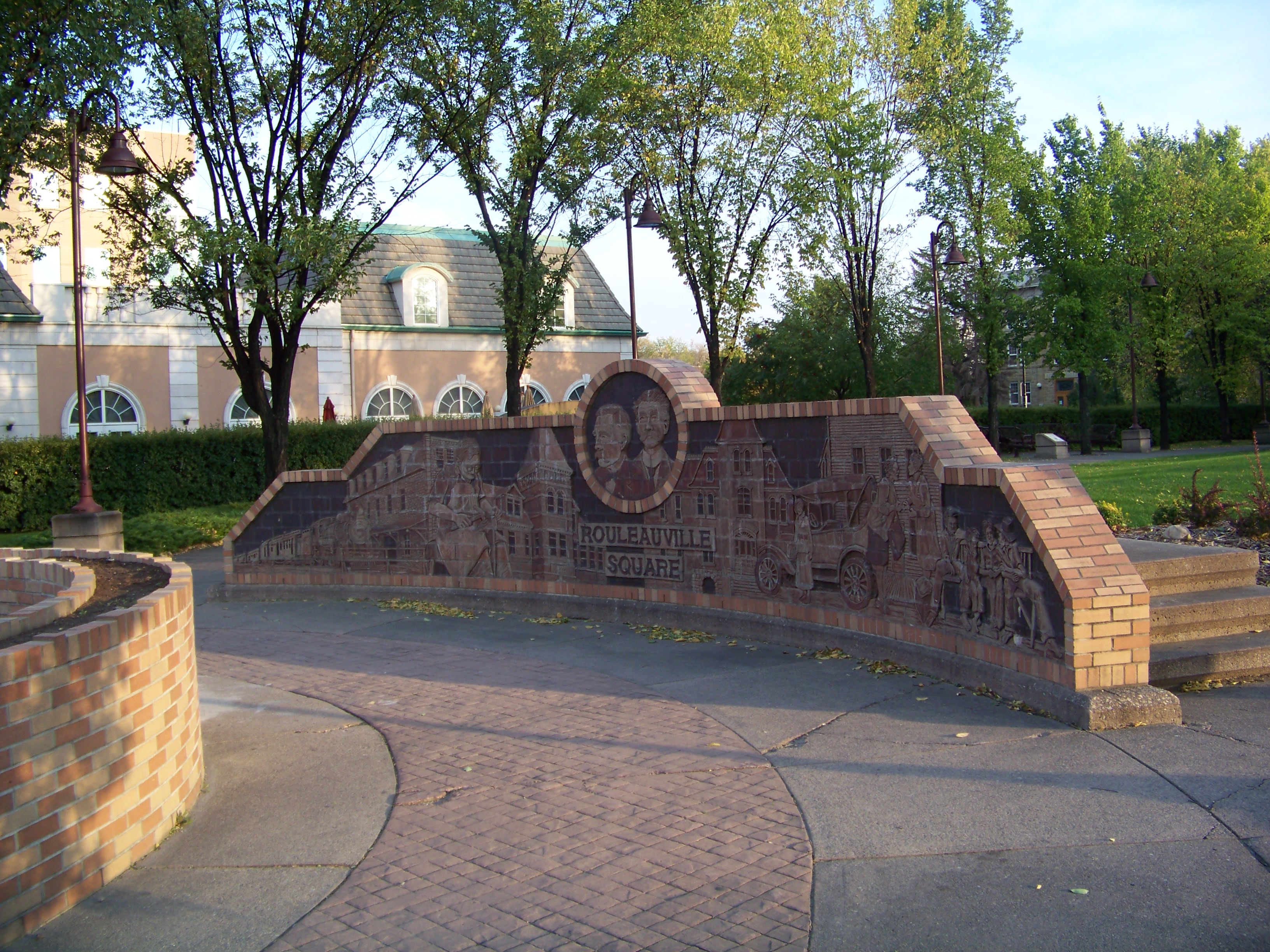
Le square Rouleauville.

Le district de Mission est un quartier du centre-ville de Calgary, Alberta, Canada qui a pour origine Notre Dame de la Paix, une mission catholique, et a été pendant un certain temps le village de Rouleauville. Mission contient la très populaire 4e rue avec de nombreux restaurants et boutiques à la mode, et elle accueille également le Festival Lilas en juin.
Il est représenté au conseil municipal de Calgary par le conseiller du quartier 11. La communauté a mis en place un plan de réaménagement.

## Histoire
Après un emplacement temporaire à 40 km, (commencé en 1872), le missionnaire oblat, le père Constantine Scollen, au nom de l'Église catholique romaine, a fondé l'emplacement permanent en 1875. En 1883, le missionnaire oblat, le père Albert Lacombe, de retour après une absence de dix ans, obtint deux quarts de terrain pour un « district missionnaire » afin d'assurer une communauté catholique francophone forte. Le père Scollen, qui vivait dans la région depuis 1862 et qui avait été témoin du Traité six avec la nation crie et du Traité sept avec la nation Blackfeet, est parti pour Edmonton puis les États-Unis.
Après avoir obtenu le reste du terrain qui est maintenant le quartier de Mission, le secteur a été inauguré le 2 novembre 1899 sous le nom de Village de Rouleauville d'après Charles Rouleau. Le village a été fondé dans ce qui était alors les Territoires du Nord-Ouest. Malgré le désir de Lacombe de préserver la langue et la culture françaises, Rouleauville a progressivement perdu son caractère français, devenant majoritairement anglais. En 1907, le village a été annexé par Calgary. Au cours du processus, tous les noms de rues en français ont été remplacés par le système de numérotation des rues de Calgary.
Mission est l'un des nombreux quartiers de Calgary touchés par les inondations. En 1929, la zone a été submergée lorsque l'arc a envahi ses rives. La zone a de nouveau été touchée par les inondations lors des inondations de juin 2013. Une évacuation a été ordonnée le 20 juin pour un minimum de 72 heures.

### Les institutions
Dans la dernière partie de sa vie, Lacombe a aidé à fonder un certain nombre d'écoles catholiques dans l'Ouest, y compris l'école St. Mary en 1885, utilisant initialement un couvent de cabanes en rondins de deux étages dans le district de Mission (Rouleauville). C'est maintenant la plus ancienne école encore en activité à Calgary (mais dans un bâtiment plus récent). Repsol Sport Center est également situé dans ce quartier.
En 1889, l'église St. Mary a été fondée et en 1912, elle est devenue la cathédrale St. Mary lorsqu'elle est devenue le siège du diocèse de Calgary nouvellement formé.

## Démographie
Lors du recensement municipal de 2012 de la ville de Calgary, Mission comptait 4 325 habitants dans 3 177 logements, soit une baisse de 0,9% par rapport à 4 363 habitants en 2011. Avec une superficie de 0,5 km2 (0,19 sq mi), il avait une densité de population de 8 700/km2 (22 400/sq mi) en 2012.
Les résidents de cette communauté avaient un revenu médian des ménages de 37 040 $ en 2000, et il y avait 25% de résidents à faible revenu vivant dans le quartier. En 2000, 20,1% des résidents étaient des immigrants. Une proportion de 94,6% des immeubles étaient des copropriétés ou des appartements et 70% des logements étaient utilisés pour la location.

## Voir également
- Salle paroissiale de St. Mary
- Rouleauville